# Ашингтон (футбольный клуб)
«Ашингтон» (англ. Ashington Community Association Football Club) — английский любительский футбольный клуб из одноимённого города в Нортумберленде, Англия. В настоящее время команда играет в Первом дивизионе Северной футбольной лиги, что соответствует 9 уровню системы футбольных лиг Англии. Клуб основан в 1883 году, домашние матчи проводит на стадионе Вудхорн Лэйн, Ашингтон. Цвета клуба — черно-белые.

## История
Футбольный клуб «Ашингтон» был создан в 1883 году и к первому официальному сезону 1892/93 вошёл в состав Северного Альянса, что в настоящее время соответствует 11 уровню английской футбольной иерархии. Однако плохие результаты и последнее место в турнирной таблице предопределили прощание с Альянсом. Через год, в 1895 году, клуб был зачислен в Восточную лигу Нортумберленда, которую и выиграл уже через три года. По окончании сезона 1901/02 годов клуб вторично вошёл в Северный футбольный альянс, который покорился ему в 1914 году. Команда поднялась рангом выше, в Северо-Восточную лигу, где и закрепилась в «середнячках» вплоть до 20-х годов прошлого века.
В 1921 году клуб был отобран в Футбольную лигу, где принимал участие в соревнованиях Третьего дивизиона (Север). Высшим достижением коллектива стало восьмое место в сезоне 1923/24 и выход в 3-й раунд Кубка Англии в сезоне 1926/27 годов, когда они проиграли команде «Ноттингем Форест» со счётом 0:2. В 1929 году, заняв последнее место, клуб выбыл из Футбольной лиги, поменявшись местами с клубом «Йорк Сити» — победителем Северо-Восточной лиги.
В настоящий момент клуб «Ашингтон» имеет любительский статус и выступает в Северной футбольной лиге, являясь крепким «середнячком» турнира.

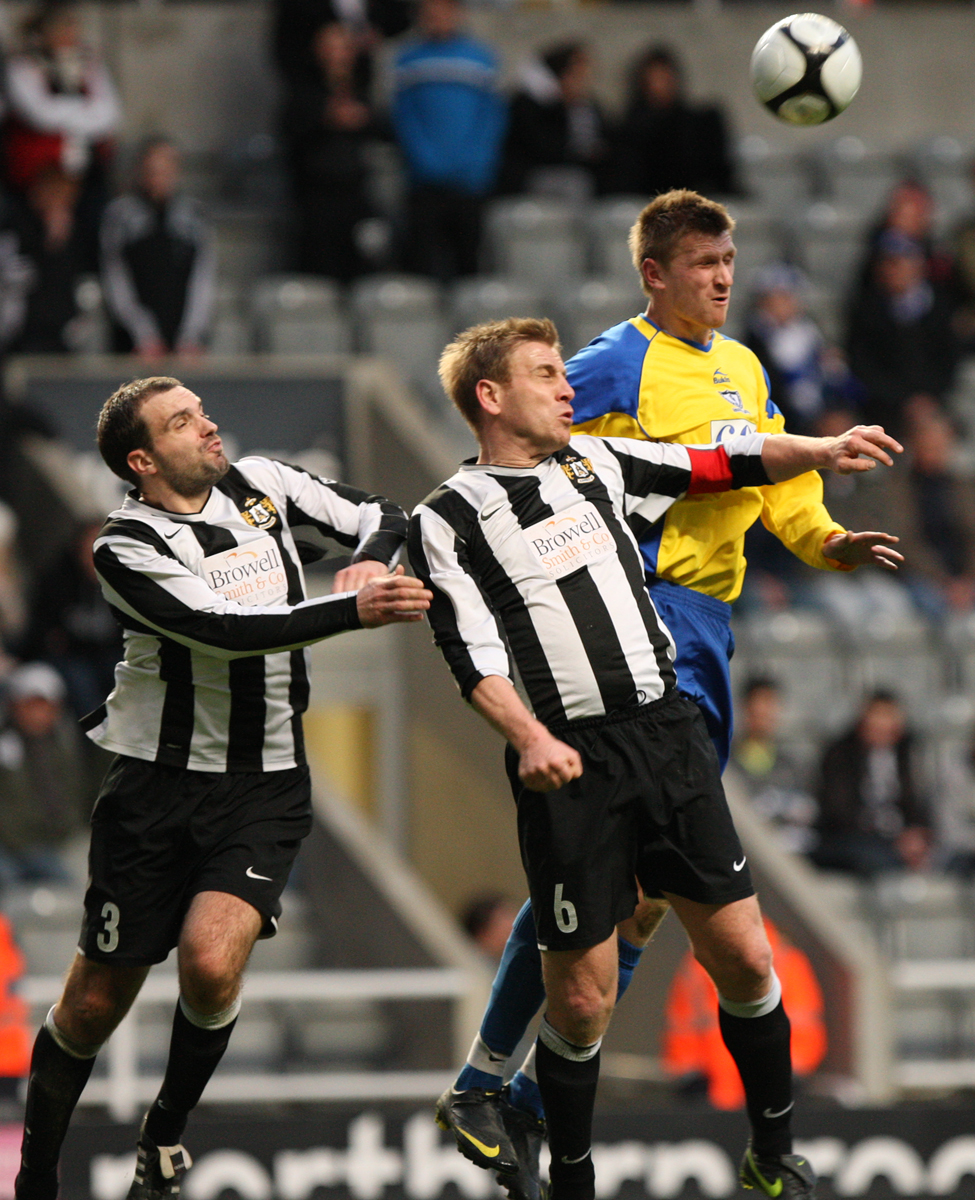
Игроки Ашингтона (в полосатой форме) в матче финала Кубка графства Нортамберленд в 2010 году.

## Клубная символика
Цвета клуба — чёрный и белый. Именно в такую вертикальную полоску раскрашена домашняя футболка клуба. Чёрные трусы и гетры дополняют комплект, на выезде же команда играет в голубых футболках и гетрах, белых трусах.
На гербе клуба симметрично расположены два стоящих на задних лапах льва, держащих в передних щит со стилизованным логотипом «AFC», внутри внизу буквы «А» находится футбольный мяч. Выше и ниже щита расположены баннеры: сверху с годом образования клуба (1888, хотя датой рождения является 1883-й), внизу — с названием родного города.

## Стадион
Ранее клуб проводил домашние матчи на стадионе «Портленд Парк», однако в 2008 году переехал на «Вудхорн Лэйн». В первом матче на новой арене команда добилась победы 2:1 над клубом «Оссетт Альбион» в матче предварительного раунда Кубка Англии 30 августа 2008 года. Оба мяча забил лучший бомбардир команды Гарет Бейнбридж.
Несмотря на общую вместимость стадиона 2 000 человек, рекордом посещаемости является матч в розыгрыше Кубка лиги Нортумберленд против клуба «Блайт Спартанс» 4 июля 2010 года — 667 человек.